# Bachtijor Chudoinasarow

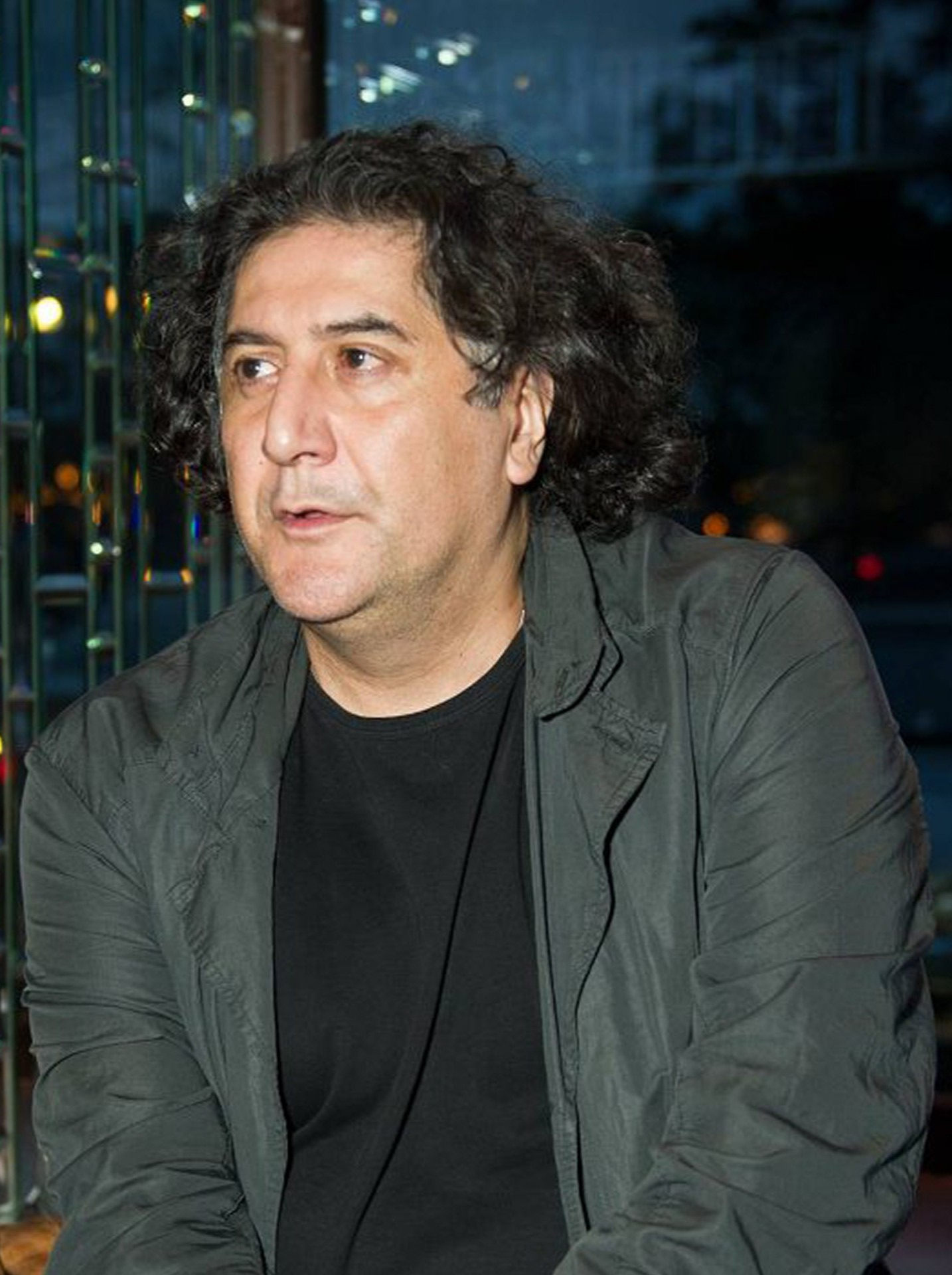
Bachtijor Chudoinasarow (2015)

Bachtijor Chudoinasarow (russisch Бахтияр Бабаджанович Худойназаров, Bachtijar Babadschanowitsch Chudoinasarow; tadschikisch Бахтиёр Худойназаров, Bachtijor Chudoinasarow; * 29. Mai 1965 in Duschanbe, Tadschikische SSR, Sowjetunion; † 21. April 2015 in Berlin)) war ein tadschikisch-russischer Regisseur und Filmproduzent. Gelegentlich wird sein Name auch Bakhtyar oder Bakhtiar Khudojnazarov transkribiert.

## Leben
Bachtijor Chudoinasarow wurde 1965 in Duschanbe in der damaligen Sowjetunion geboren. Er arbeitete nach seiner Schulausbildung als Fernseh- und Radiojournalist und begann gleichzeitig eine Tätigkeit als Regieassistent beim republikanischen Filmstudio Tadschikfilm. Fasziniert vom Medium Film bewarb er sich auf ein Studium am Staatlichen Institut für Kinematographie in Moskau bei Igor Talankin und schloss dieses 1989 ab. Am Institut entstand 1986 sein erster eigener Film, der Kurzfilm Schutniki. Erste Erfolge hatte er schließlich 1991 mit seinem Film Brüder, der auf dem damaligen Torino Film Festival als bester Spielfilm ausgezeichnet wurde. 1993 erschien mit Neues Spiel, neues Glück ein weiterer Film von Chudoinasarow, für den er im gleichen Jahr bei den Filmfestspielen von Venedig den Silberner Löwen für die beste Regie erhielt.
Erstmals größeren Anklang auch bei westlichem Publikum fand das 1999 erschienene Luna Papa mit Moritz Bleibtreu, Tschulpan Chamatowa und Ato Muhammaddschonow in den Hauptrollen. Im 2001 erschienenen Film My Sweet Home des deutsch-griechischen Regisseurs Filippos Tsitos war er in einer kurzen Nebenrolle erstmals schauspielerisch aktiv. Ebenfalls 2001 gewann er den russischen Filmpreis Nika für seine Regieführung in Luna Papa.
Bereits 1993 zog Chudoinasarow nach Berlin, wo er bis zu seinem Tod im Wechsel mit Moskau lebte. In den letzten Lebensjahren war Chudojnasarow auch für das Fernsehen und als Filmproduzent verstärkt in Russland tätig.

## Filmografie (Auswahl)
- 1986: Jokers - Schutniki (Шутники) (Kurzfilm)
- 1987: Hunting with Dogs - Sobatschja ochota (Собачья охота) (Kurzfilm)
- 1988: Believe or Not – Werisch – ne werisch (Веришь – не веришь) (Dokumentarfilm)
- 1991: Brüder (Братан)
- 1993: Neues Spiel, neues Glück (Кош-ба-кош)[2]
- 1999: Luna Papa (Лунный папа)
- 2003: Leben einmal anders (Шик)
- 2006: Tanker „Tango“ (Танкер «Танго») (Fernsehminiserie)
- 2012: Waiting for the Sea (W oschidanii morja (В ожидании моря))
- 2014: Die Hetären des Major Sokolov (Getery majora Sokolowa (Гетеры майора Соколова)) (Fernsehminiserie)

## Auszeichnungen (Auswahl)
- 1991: Bester Spielfilm des Torino Film Festivals – Brüder
- 1991: Großer Preis der Stadt Mannheim, FIPRESCI-Preis und Preis der Katholischen Filmarbeit des Internationalen Filmfestivals Mannheim für Brüder
- 1993: Silberner Löwe der Filmfestspiele von Venedig für Neues Spiel, neues Glück
- 1999: Best Artistic Contribution Award beim Tokyo International Film Festival für Luna Papa
- 2000: Großer Preis beim Kinotawr-Festival in Sotschi für Luna Papa
- 2001: Nika für die beste Regie für Luna Papa
- 2003: Großer Preis beim Kinotawr-Festival in Sotschi für Leben einmal anders